# Villerupt
Villerupt (deutsch: Weiler oder Wyler) ist eine französische Gemeinde mit 10.086 Einwohnern (Stand 1. Januar 2022) im Département Meurthe-et-Moselle in der Region Grand Est (bis 2015  Lothringen). Sie gehört zum Arrondissement Val-de-Briey und ist Mitglied im Gemeindeverband Communauté de communes du Pays Haut Val d’Alzette. Das Bureau centralisateur des gleichnamigen Kantons befindet sich in Villerupt. Die Bewohner werden Villeruptiens und Villeruptiennes genannt.
Die Gemeinde erhielt 2023 die Auszeichnung „Drei Blumen“, die vom Conseil national des villes et villages fleuris (CNVVF) im Rahmen des jährlichen Wettbewerbs der blumengeschmückten Städte und Dörfer verliehen wird.

## Geografie
Villerupt liegt im nördlichen Teil des Départements Meurthe-et-Moselle an der Grenze zum benachbarten Département Moselle etwa 24 Kilometer nördlich von Val de Briey und etwa 13 Kilometer südöstlich von Longwy an der Alzette auf einer Höhe zwischen 309 und 442 m über dem Meeresspiegel, die mittlere Höhe beträgt 380 m. Das Gemeindegebiet umfasst 6,56 km². Zu Villerupt gehören die Ortsteile: Cantebonne (Kantelbronn), Micheville (1576: Micheweiler) und Tutange.
Umgeben wird Villerupt von den sieben Nachbargemeinden:
|                  | Rédange (Département Moselle)               | Russange (Département Moselle)       |
| Thil Tiercelet   | Kompassrose, die auf Nachbargemeinden zeigt | Audun-le-Tiche (Département Moselle) |
| Bréhain-la-Ville | Crusnes                                     |                                      |

## Geschichte
Die Gemeinde erlebte eine bedeutende Einwanderung aus Italien. Seit 1976 gibt es ein italienisches Filmfestival, das Festival du film italien de Villerupt. Es findet jeweils Ende Oktober statt.

## Bevölkerungsentwicklung
| Jahr      | 1962   | 1968   | 1975   | 1982   | 1990   | 1999 | 2007 | 2019   |
| Einwohner | 14.377 | 14.797 | 13.401 | 11.465 | 10.070 | 9686 | 9580 | 10.003 |

## Sehenswürdigkeiten
- Pfarrkirche La-Nativité-de la-Vierge, 1902 erbaut als Nachfolgerbau der 1736 errichteten und nach 1905 abgerissenen Kirche
- Kapelle Sainte-Croix in Cantebonne, errichtet 1913
- Schloss Aubrive aus dem 18. Jahrhundert

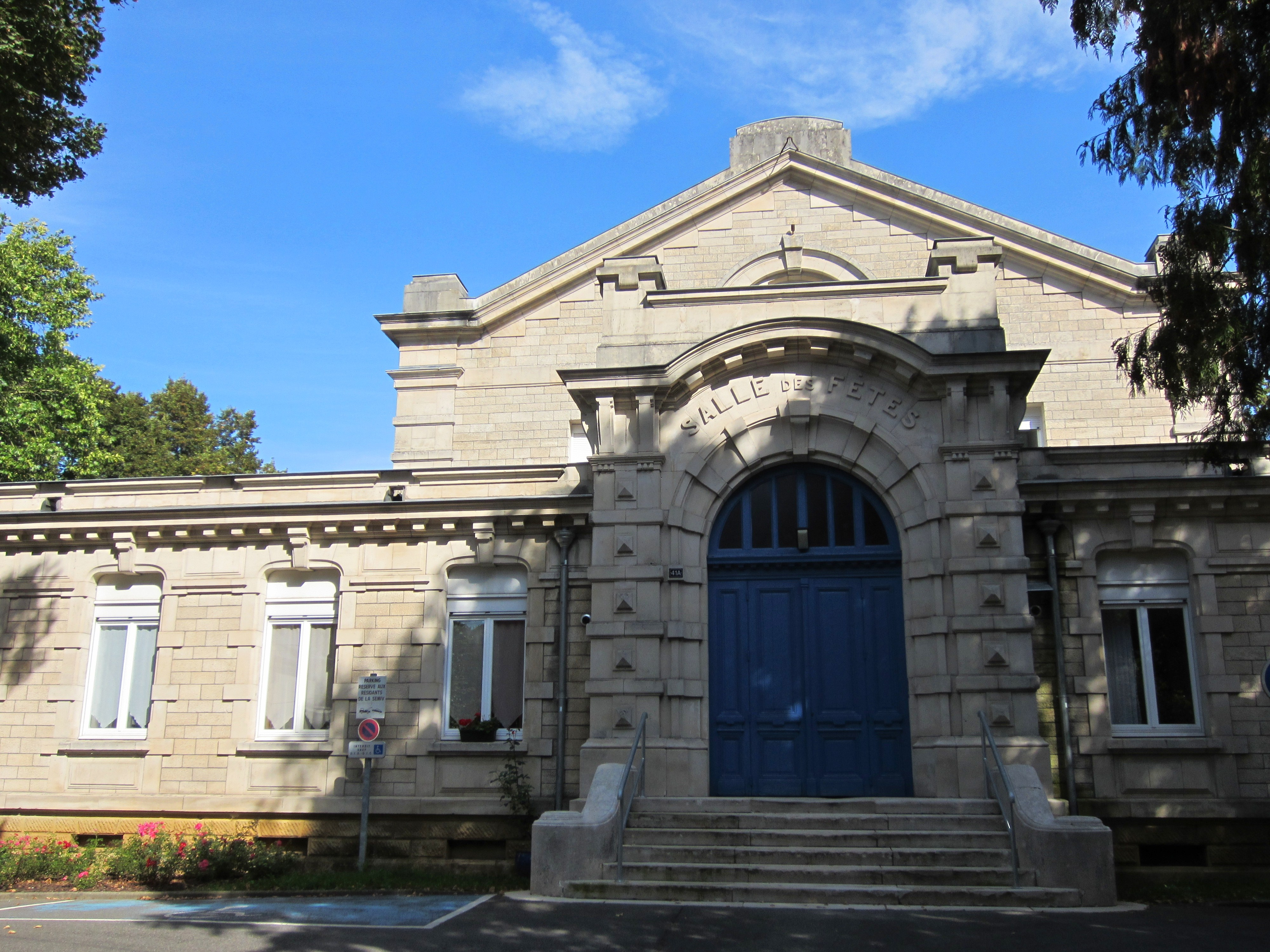
Ehemaliger Festsaal
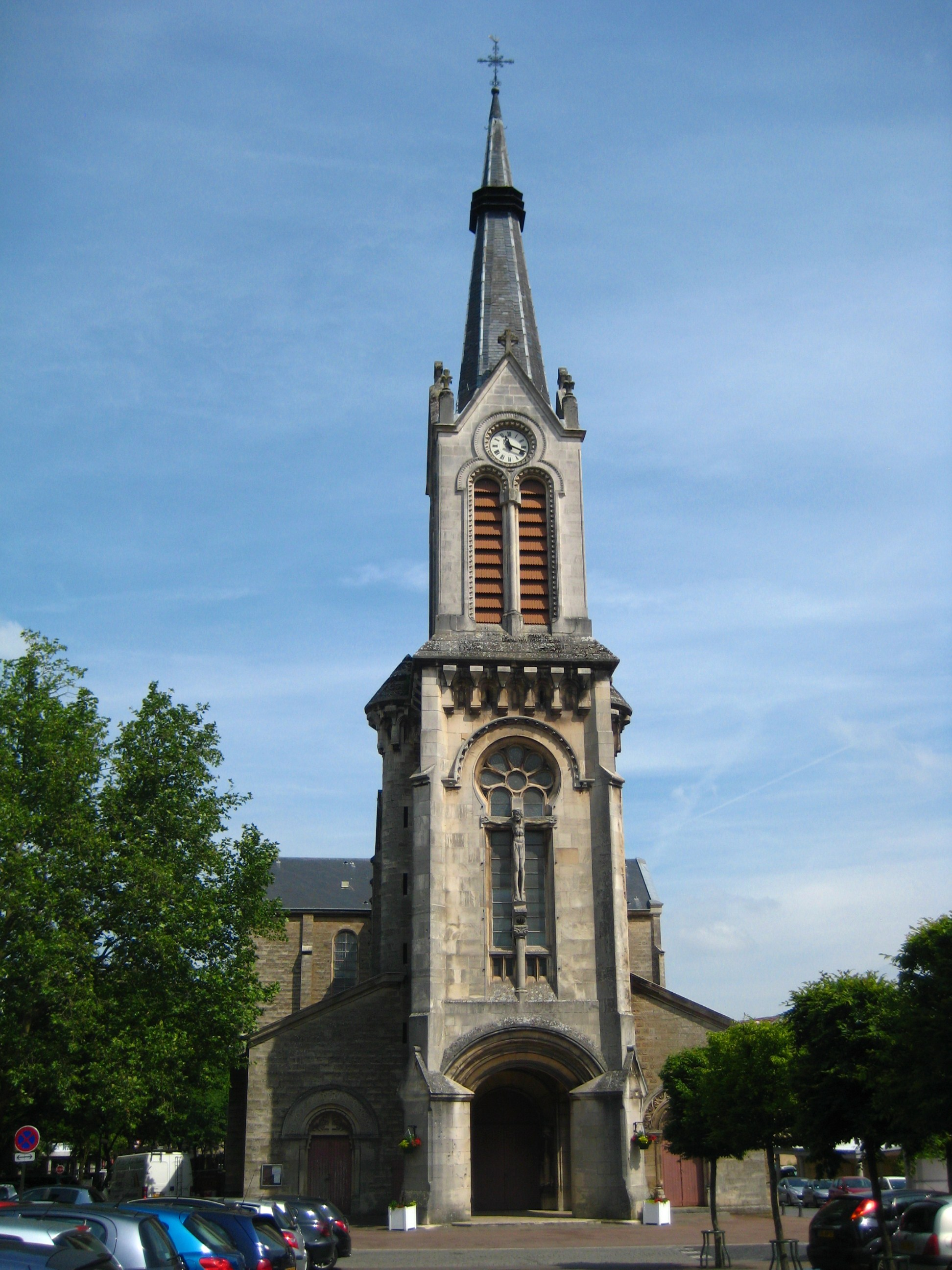
Pfarrkirche Mariä Geburt (Nativité-de-la-Vierge)
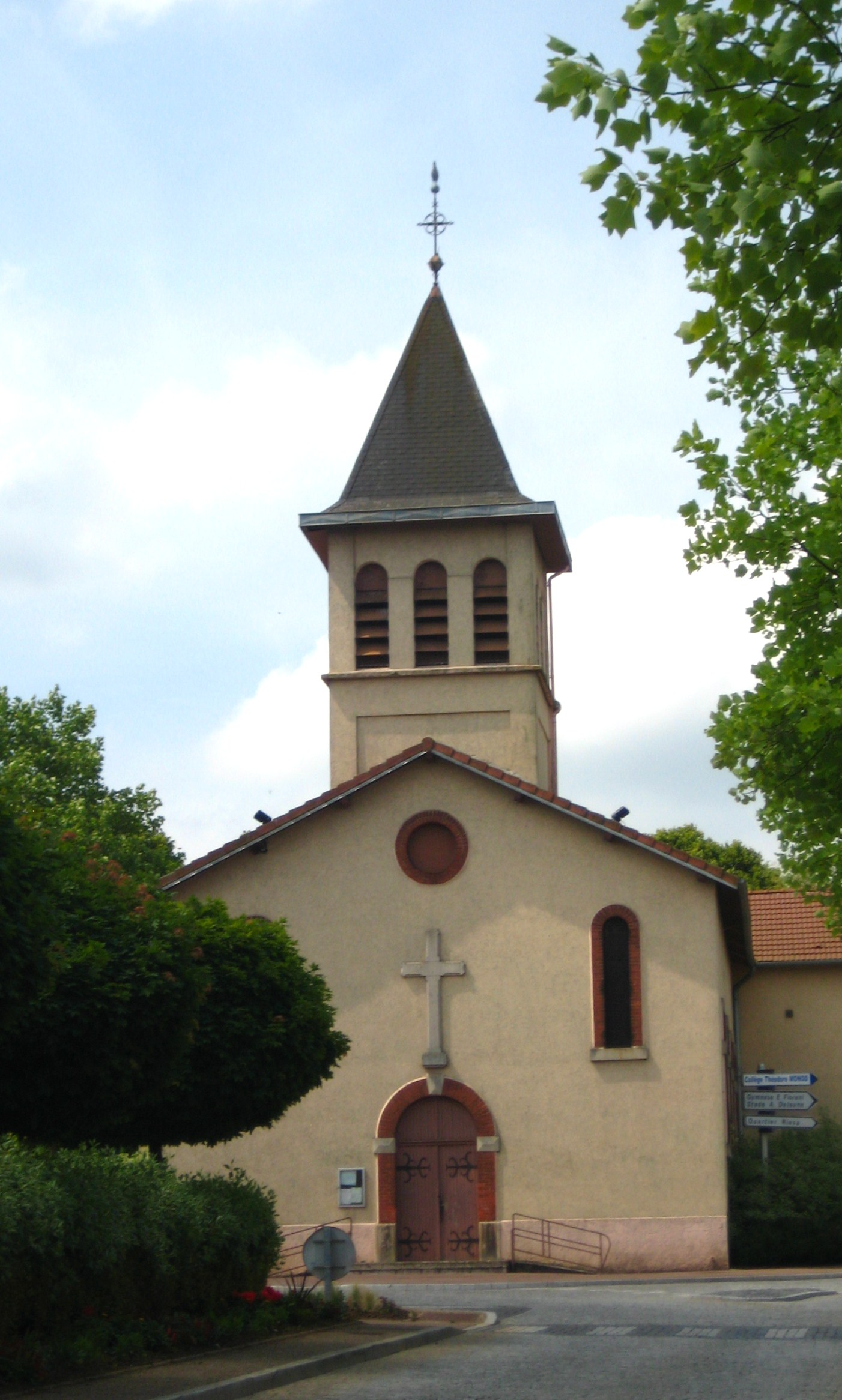
Heiligkreuz-Kapelle (Sainte-Croix)
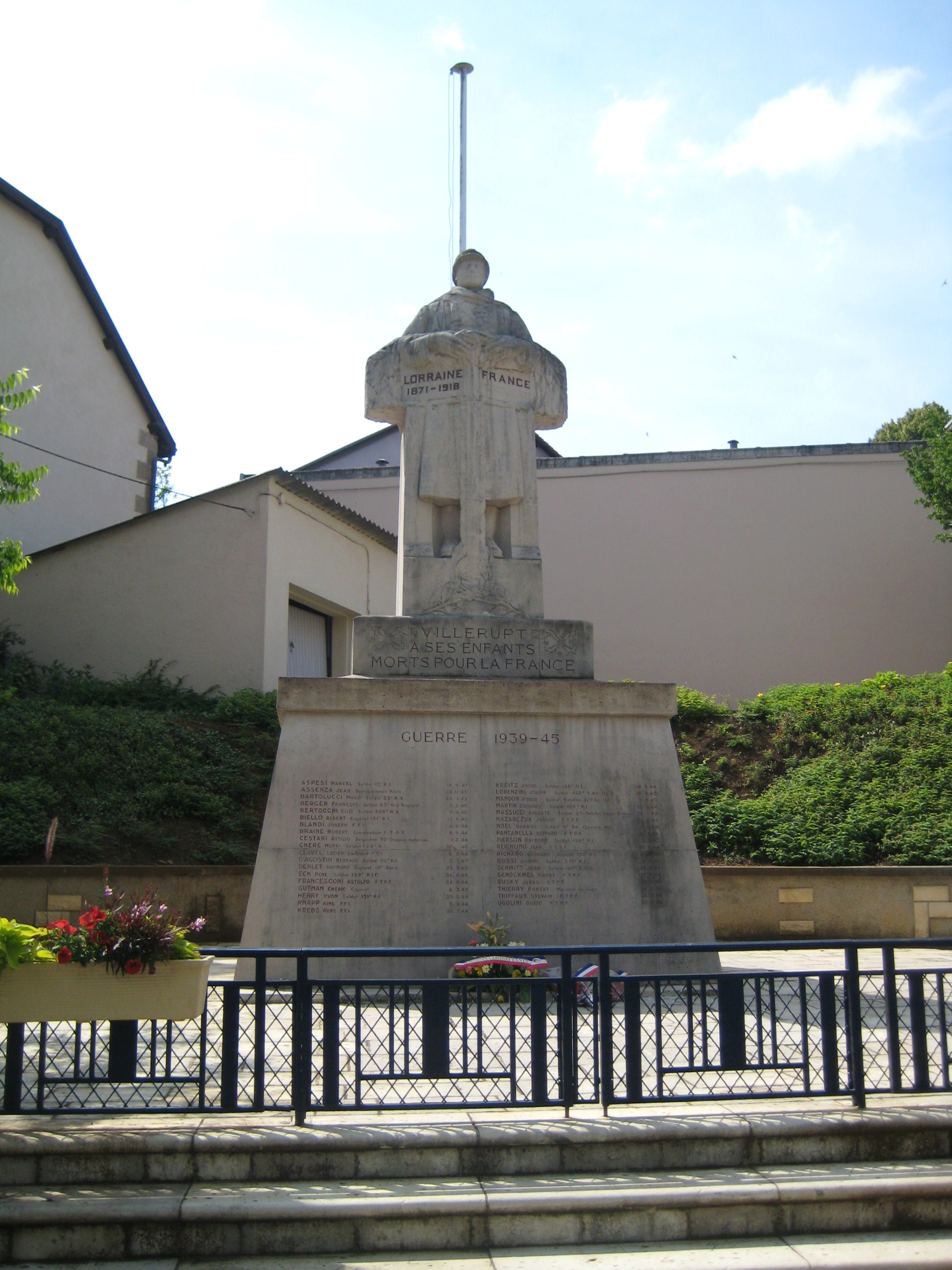
Kriegerdenkmal
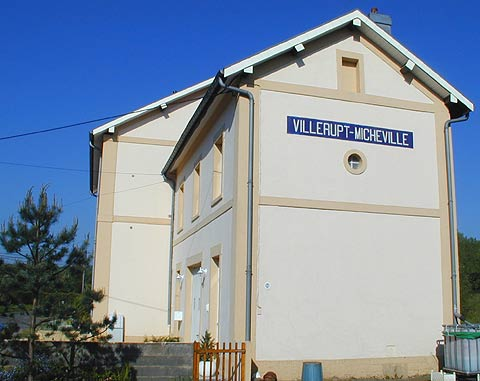
Bahnhof Villerupt

## Städtepartnerschaften

Symbolbild – Ehrengeschenk aus Bronze – Ville de Villerupt

Villerupt hat Partnerschaften geschlossen mit Riesa in Sachsen im Jahr 1961, mit Příbram in Tschechien im Jahr 1966 und mit Aulla in der Toskana (Italien) im Jahr 1998.

## Verkehr
Der Bahnhof Villerupt war in der Zeit, als Lothringen zu Deutschland gehörte, der französische Grenzbahnhof an der Bahnstrecke Bettembourg–Villerupt. Neben dieser Strecke vereinigten sich hier noch die Strecken Soissons–Villerupt und Paris–Verdun–Villerupt. All diese Strecken sind in den Abschnitten, die den Bahnhof Villerupt berühren, heute aufgegeben, so dass der Bahnhof ohne Eisenbahnverkehr ist.

## Persönlichkeiten
- Aurélie Filippetti (* 1973), Politikerin (PS) und Schriftstellerin, geboren in Villerupt
- Olivier Jacque (* 1973), Motorradrennfahrer, geboren in Villerupt